# Línea 2 (Urbanos de Majadahonda)
La línea 2 de la red de autobuses urbanos de Majadahonda es una línea circular que bordea la ciudad en el sentido contrario al de las agujas del reloj. El sentido contrario lo proporciona la línea 1.

## Características
Fue creada en diciembre de 2008, junto con la línea 1, dentro de una reestructuración del transporte urbano del municipio. Esta línea une los principales barrios de Majadahonda con el hospital y la estación de tren.
La línea circula exclusivamente por el término municipal de Majadahonda. Como bien se expresa en la numeración interna del CRTM, recibe el número 2080. El primer dígito corresponde a la línea, en este caso la línea 2. Y los últimos tres dígitos corresponden al municipio por el que circula, en este caso 080 corresponde al municipio de Majadahonda.
Está operada por Avanza Movilidad Integral mediante la concesión administrativa VCM-601 - Madrid – Pozuelo de Alarcón –  Majadahonda – Alcorcón (Viajeros Comunidad de Madrid) del CRTM.

## Horarios
| Lunes a viernes laborables                               |       |       |       |       |       |       |       |       |       |       |       |       |       |       |       |
| L2 Circular: Hospital Puerta de Hierro > Estación FF.CC. |       |       |       |       |       |       |       |       |       |       |       |       |       |       |       |
| 07                                                       | 08    | 09    | 10    | 11    | 12    | 13    | 14    | 15    | 16    | 17    | 18    | 19    | 20    | 21    | 22    |
| 15 45                                                    | 15 45 | 15 45 | 15 45 | 15 45 | 15 45 | 15 45 | 15 45 | 15 45 | 15 45 | 15 45 | 15 45 | 15 45 | 15 45 | 15 45 | 15 45 |
| Sábados laborables, domingos y festivos                  |       |       |       |       |       |       |       |       |       |       |       |       |       |       |       |
| L2 Circular: Hospital Puerta de Hierro > Estación FF.CC. |       |       |       |       |       |       |       |       |       |       |       |       |       |       |       |
| 07                                                       | 08    | 09    | 10    | 11    | 12    | 13    | 14    | 15    | 16    | 17    | 18    | 19    | 20    | 21    | 22    |
| 45                                                       | 45    | 45    | 45    | 45    | 45    | 45    | 45    | 45    | 45    | 45    | 45    | 45    | 45    | 45    | 45    |

Paso por la estación de Majadahonda aproximadamente 25 minutos después de su salida del Hospital Puerta de Hierro. Duración del recorrido circular completo aproximadamente 60 minutos.

## Recorrido y paradas
| Código | Parada                                      | Común con                                  | Conexión con Cercanías |
| ------ | ------------------------------------------- | ------------------------------------------ | ---------------------- |
| 17924  | J. Rodrigo - Hospital Puerta de Hierro      | 567 580 626 650B                           |                        |
| 17683  | Av. Oliva - Moreno Torroba                  | 567 580 626 650B 653 655                   |                        |
| 17725  | Av. Oliva - Ruperto Chapí                   | 567 580 626 650B 653 655                   |                        |
| 17721  | Manuel de Falla - Ruperto Chapí             |                                            |                        |
| 17269  | Joaquín Turina - Centro de Salud            |                                            |                        |
| 15189  | Sarasate - Juzgados                         | 650B 653                                   |                        |
| 08787  | Ctra. Pozuelo - Residencia                  | 561 561A 561B 565 653 654 659              |                        |
| 08789  | Ctra. Pozuelo - Urb. Pinar Plantío          | 561 561A 561B 565 653 654 659              |                        |
| 09368  | Ítaca - Homero                              | 1                                          |                        |
| 12067  | Ctra. Pozuelo - Ciudad Deportiva            | 561 561A 561B 565 653 654                  |                        |
| 08791  | Ctra. Pozuelo - Ins. Nacional de Salud      | 561 561A 561B 567 626 633 650A 653 654 655 |                        |
| 11420  | Av. España - Huerto                         | 626 654 655 685                            |                        |
| 06244  | Av. España - El Zoco                        | 626 633 651 654 655                        |                        |
| 12271  | Av. España - Los Olmos                      | 561 561A 567 626 654 655 685               |                        |
| 06429  | Santa Brígida - Norias                      | 654                                        |                        |
| 12908  | Norias - Juzgados                           | 654                                        |                        |
| 12909  | Norias - Cerro de las Norias                | 654                                        |                        |
| 12910  | Norias - Instituto                          | 654                                        |                        |
| 17699  | Norias - Parque                             | 653 654                                    |                        |
| 16386  | Norias - Est. Majadahonda                   | 567 653 654                                | Majadahonda            |
| 06232  | Ctra. Plantío - Los Sauces                  | 567 626A 650B 651 652                      |                        |
| 06233  | Ctra. Plantío - Novotiendas                 | 567 626A 650B 651 652                      |                        |
| 06234  | Ctra. Plantío - Cerro del Aire              | 567 626A 650B 651 652                      |                        |
| 06235  | Doctor Calero - Nicaragua                   | 567 626A 650B 651 652                      |                        |
| 12503  | Av. España - Doctor Calero                  | 655 685                                    |                        |
| 12499  | Av. España - Centro de Salud                | 655                                        |                        |
| 17743  | Av. España - Av. Reyes Católicos            | 655 685                                    |                        |
| 06176  | Av. Guadarrama - Av. Reyes Católicos        | 561B 651                                   |                        |
| 06240  | Av. Guadarrama - Centro de Especialidades   | 561B 651                                   |                        |
| 11859  | Av. Guadarrama - Centro Deportivo           | 561B 651                                   |                        |
| 11860  | Av. Guadarrama - Instituto                  | 561B 651                                   |                        |
| 18497  | Av. Guadarrama - Virgen del Rosario         |                                            |                        |
| 17331  | Av. Doctor Marañón - Miguel Hernández       | 626A 652                                   |                        |
| 06242  | Av. Doctor Marañón - San Roque              | 626A 652                                   |                        |
| 09409  | San Vicente - Pza. San Roque                | 561B 650B 651                              |                        |
| 11855  | Santo Tomás - San Jaime                     | 561B 650B 651                              |                        |
| 10491  | Santo Tomás - Pza. Lealtad                  | 561B 650B 651                              |                        |
| 18613  | Neptuno - Alcalde Aurelio Tallón            | 561B 650B 651                              |                        |
| 18071  | Ctra. M-516 - Rosalía de Castro             | 561B 650B                                  |                        |
| 06245  | Ctra. Boadilla - Cementerio                 | 567 650B 655                               |                        |
| 08796  | Ctra. Boadilla - Urb. El Paular             | 567 650B 655                               |                        |
| 12994  | Fragata - Bajel                             | 654 1                                      |                        |
| 12992  | Fragata - Galera                            | 654 1                                      |                        |
| 18070  | Fragata - Bergantín                         | 654 1                                      |                        |
| 12990  | Fragata - Bergantín                         | 654 1                                      |                        |
| 12991  | Fragata - Galera                            | 654 1                                      |                        |
| 12993  | Fragata - Barco                             | 654 1                                      |                        |
| 12989  | Goleta - Barco                              | 654                                        |                        |
| 11418  | Fresa - Equinocio                           | 567 626 654                                |                        |
| 11386  | Fresa - Palacio de Hielo                    | 567 626 654                                |                        |
| 17684  | Manuel Falla - Urg. Hospital Pta. De Hierro | 567 626 650B                               |                        |
| 17924  | J. Rodrigo - Hospital Puerta de Hierro      | 567 580 626 650B                           |                        |